# Préseau
Préseau é uma comuna francesa na região administrativa de Altos da França, no departamento do Norte. Estende-se por uma área de 6.34 km². Em 2010 a comuna tinha 1 980 habitantes (densidade: 312,3 hab./km²).